# Неблукаюча множина
У теорії динамічних систем, неблукаюча множина — один з варіантів визначення атрактора, що формалізує опис «точка несуттєва для атрактора, якщо у неї є околиця, яку кожна орбіта відвідує не більше одного разу».

## Визначення
Точка x динамічної системи називається блукаючої, якщо ітерації деякої її околиці U ніколи цю околицю не перетинають:
{\displaystyle \forall n>0\quad f^{n}(U)\bigcap U=\emptyset .}
Іншими словами, точка блукаюча, якщо у неї є околиця, яку будь-яка траєкторія може перетнути лише один раз. Безліч усіх точок, які не є блукаючими, називається неблукаючою множиною.

## Властивості
- Неблукаюча множина є замкнутою, інваріантною щодо динаміки множиною.
- Неблукаюча множина містить всі нерухомі і періодичні точки системи.
- Неблукаюча множина містить носій будь-якої інваріантної міри.

## Дв. також
- Аксіома А